# 比森特·格雷罗
比森特·拉蒙·格雷罗·萨尔达尼亚（西班牙語：Vicente Ramón Guerrero Saldaña，西班牙語：[biˈsente raˈmoŋ ɡeˈreɾo]；1782年8月10日—1831年2月14日）， 墨西哥政治人物，墨西哥总统。

## 早年生活
格雷罗出生于蒂斯特拉，一个距离阿卡普尔科港口约100公里远的城镇，位于南马德雷山脉。他的两亲为佩德罗·格雷罗，一位梅斯蒂索人，以及玛丽亚·瓜达卢佩·萨尔达尼亚，一位非洲奴隶。其父亲的家庭有地主、富农、与南方有很广的联系的商人、以及军火枪支制造商。他年轻时帮助其父亲做运输生意。这些运输旅行带领他到达墨西哥的各个地方，让他学习了有关于独立的思想和知识。
比森特的父亲，佩德罗，支持西班牙律法，其叔叔，迭戈·格雷罗在西班牙军队有着重要的位置。成年后，比森特却站在了反对西班牙殖民政府的位置。当比森特的父亲要求他拿出他的剑以便展示在新西班牙的副王前，以示恭敬时，比森特拒绝到：“The will of my father is for me sacred, but my Fatherland is first.”（译：我父亲的意志对我来说一直是神圣的，但是我会永远把祖国放在第一位）。"Mi patria es primero"，其意为“祖国是第一位”，现在仍旧是南部墨西哥州格雷罗的格言。

## 婚姻和家庭
比森特与玛丽亚·瓜达卢佩·埃尔南德斯结婚。他们的女儿玛丽亚·多洛雷斯·格雷罗·埃尔南德斯嫁给了马里亚诺·里瓦·帕拉西奥，墨西哥马克西米利安一世的辩护律师。她也是比森特·里瓦·帕拉西奥的父亲。

## 后世评价
比森特是一位墨西哥国民英雄。格雷罗州便以其名字命名。
一些墨西哥的城镇也同样以其名字明明，包括下加利福尼亚州的比森特·格雷罗城。
| 前任： 瓜达卢佩·维多利亚 | 墨西哥总统 | 繼任： 何塞·马里亚·博卡内格拉 |

1. ↑  Vincent, Theodore G. . University of Florida Press. 2001: 8–12.
2. ↑  Sprague, William Forrest. . R. R. Donnelley - Mexico. 1939: 42.
3. ↑  . Mlktaskforcemi.org. 2012-10-10  [2013-09-02]. （原始内容存档于2013-10-29）.